# Mehmed Refik Muftić
Mehmed Refik-efendija Muftić (Omić) (1854 Sarajevo, osmanská říše – 6. září 1916 Lješevo, okres Visoko, Bosna a Hercegovina) byl bosenskohercegovský islámský pedagog bosňáckého původu. Jeho otcem byl první reisu-l-ulema Islámského společenství v Bosně a Hercegovina Mustafa Hilmi-efendija Hadžiomerović.

## Životopis
Narodil se do rodiny islámského pedagoga a duchovního Mustafy Hilmi-efendiji (Hadži)Omeroviće (Omiće) (1816–1895), který pocházel z obce Kulen Vakuf a po rakousko-uherském záboru Bosny a Hercegoviny byl jmenován prvním reisu-l-ulemou Islámského společenství v Bosně a Hercegovině.
Sedm let se vzdělával v Istanbulu, po návratu do vlasti se stal hlavním pedagogem (mudarrisem) v Gazi Husrev-begově medrese. V této vzdělávací instituci strávil 28 let života (1888–1916). Byl předním znalcem orientálních jazyků a literatur v Bosně a Hercegovině. Roku 1900 se přimluvil za svého mladšího bratra Salim-efendiju (1876–1938), aby mohl vyučovat ve stejné škole (jako mudarris působil v letech 1900–1914). Salim-efendija byl později zvolen sarajevským muftím (1914–1930), stejně jako kdysi jeho otec (v úřadu 1856?–1882, resp. do 1893).
Mehmed Refik si vzal za ženu Sejdu, dceru Ali-bega (Avdi-bega) Zečeviće (cca 1818–?), s níž přivedl na svět syna a dvě dcery.